# J-12
La J-12, también conocida como Carretera de Madrid, era la nomenclatura de una carretera multicarril integrada en la trama urbana, de unos 2 kilómetros, de acceso norte a la ciudad de Jaén. Conecta con la Autovía del olivar en su extremo norte y con la N-323A en su zona intermedia. Atraviesa el norte de la capital jiennense y termina en la glorieta de la acelerada en donde ya deriva en vía urbana. Actualmente es una ronda urbana llamada solamente Carretera de Madrid.
Anteriormente esta vía estaba dotada de un sistema de puentes y pasos elevados peatonales para evitar los colapsos del tráfico distribuyendo así a los vehículos que se dirigían hacia el polígono industrial "Los Olivares" y al Hospital Neurotraumatológico de los que se dirigían al centro urbano. 
Recientemente se ha procedido a la demolición. de estos puentes en sustitución de grandes rotondas a causa de los trabajos de acondicionamiento de esta autovía para darle tratamiento urbano debido a la implantación del sistema tranviario de Jaén a su paso por dicha vía.